# Nematistius pectoralis
Nematistius pectoralis (engl.: Roosterfish) ist ein Fisch aus dem östlichen tropischen Pazifik. Sein Verbreitungsgebiet reicht von San Clemente im südlichen Kalifornien bis Peru und schließt auch die Gewässer um die Galápagos-Inseln ein. Nördlich von Baja California ist er selten. 

## Merkmale
Nematistius pectoralis ähnelt einer Stachelmakrele und wird maximal 1,63 Meter lang, bleibt aber für gewöhnlich bei einer Länge von 60 Zentimetern. Das maximale veröffentlichte Gewicht liegt bei 51,7 kg. Der Körper der Fische ist silbrig, langgestreckt, seitlich abgeflacht und von kleinen Cycloidschuppen bedeckt. Die Schuppen fehlen entlang der Seitenlinie. Unverwechselbares Kennzeichen der Tiere ist die erste Rückenflosse, die aus sieben langen, sehr starken Hartstrahlen besteht, die beim schnellen Schwimmen in schuppigen Gruben an der Flossenbasis verborgen werden. Die Strahlen sind dunkel und haben einige gelbe Bänder. Die zweite Rückenflosse hat einen Hart- und 25 bis 28 Weichstrahlen, die Afterflosse drei Hart- und 15 bis 17 Weichstrahlen. Die Fische haben 24 Wirbel, davon zehn Schwanzwirbel. Die Schwimmblase hat über Auswüchse Kontakt mit dem Innenohr, möglicherweise um das Hörvermögen zu verbessern.

## Lebensweise
Die Fische sind selten und nur wenig bekannt. Ausgewachsene Tiere leben ozeanisch. Jungfische kommen vor allem in flachen sandigen Uferbereichen vor und sind auch in Gezeitentümpeln anzutreffen. Sie werden oft in den Mägen großer Raubfische, wie Thunfische gefunden.

## Fischerei
In einigen Gegenden wird Nematistius pectoralis befischt, ist ein bedeutendes Ziel für Hochsee-Angler und wird frisch vermarktet.